# 16 република. Предателството на БКП
„16 република. Предателството на БКП“ е документален филм на режисьора Димитър Коцев – Шошо, сценаристи са Христо Христов и Евелина Келбечева, изпълнителен продуцент е Людмил Христов.
Филмът разказва за две от трите национални предателства, извършени от Българската комунистическа партия по време на нейното управление. Става дума за двата тайни опита (през 1963 и 1973 г.) на тоталитарния режим начело с Тодор Живков да слее НРБ със СССР, познати след 1989 г. като „опити да бъде превърната в 16-а съветска република“. Третото национално предателство на компартията е насилственото помакедончване на Пиринския край през 1947 г.
Във филма са използвани оригиналните документи за двете национални предателства на компартията и Тодор Живков, съхранени в Държавна агенция „Архиви“. Във филма участват българските историци Даниел Вачков (директор на Института за исторически изследвания при БАН), Михаил Груев (директор на Държавна агенция „Архиви“), Лъчезар Стоянов (НБУ), Живко Лефтеров (НБУ), Христо Христов – разследващ журналист, Станка Желева – дъщеря на президента Желю Желев (1990 – 1997); Евелина Келбечева (АУБ).
„16 република. Предателството на БКП“ е съвместна продукция на фондация „Истина и памет“ и Нов български университет.
Премиерата е на 31 май 2023 в София.